# Твердиня (видавництво)
Поліграфічно-видавничий дім «Твердиня» (ПВД «Твердиня») — українське книжкове видавництво приватної форми власності, засноване в Луцьку 2004 року.
 ПВД «Твердиня» видає книжки універсального змісту для усіх вікових груп. Засновник і директор видавництва — Микола Мартинюк.

## Заснування видавництва
Поліграфічно-видавничий дім «Твердиня» як юридична особа був заснований 25 жовтня 2004 року. Ліцензію на право провадження видавничої діяльності приватне підприємство отримало 14 грудня 2004 року. Оновлену ліцензію із розширенням видів книговидавничої і господарської діяльності ПВД «Твердиня» було вручено 16 травня 2017 року.

## Дебют видавництва
Поява «Твердині» на книжковому ринку Волині відчутно пожвавила видавничу діяльність в регіоні. Як за якістю, так і за кількістю книжкової продукції від свого заснування видавництво є одним із лідерів у Луцьку й по області загалом.

Книжковим дебютом «Твердині» стали подарункові міні-видання «Миколаєва ніч» Василя Слапчука та «Йде у гості Миколай» Йосипа Струцюка (обидві вийшли накладом відразу по 5 000 примірників). Кожна з книжечок побачила світ практично за два дні — напередодні свята Миколая. Відтак святитель Миколай став покровителем видавництва.

## Тематичне спрямування
За статусом і тематичним спрямуванням ПВД «Твердиня» є універсальним видавництвом, попри те, що останнім часом пріоритетно більше уваги приділяє науковій книзі, тоді як на початку своєї діяльності позиціонувало себе радше як видавництво дитячої та музичної літератури.

## Книговидання
За час свого існування ПВД «Твердиня» видала книг понад 500 найменувань загальним накладом близько 1 млн. примірників. Підприємство видає не лише місцевих авторів, а й літераторів і науковців далеко з-поза меж Волині, зокрема — з Чернігова, Києва, Сум, Харкова, Дніпра, Донецька, Ялти, Одеси, Львова, Рівного, Вінниці, Івано-Франківська та інших куточків України, а також закордоння — з Македонії, Болгарії, Хорватії, Чехії, Польщі, Росії, Білорусі.

## Автори ПВД "Твердині"
Серед авторів «Твердині» — такі відомі в Україні й далеко поза її межами люди, як письменники Анна Багряна, Євген Баран, Анна Біла, Ігор Бондар-Терещенко, В'ячеслав Васильченко, Володимир Ганулич, Надія Гуменюк, Сергій Дзюба, Анатолій Дністровий, Юрій Завгородній, Еліна Заржицька, Олександр Ірванець, Олександр Клименко, Павло Коробчук, Вакуленко-К. Володимир, Петро Коробчук, Іван Корсак, Петро Кралюк, Жанна Куява, Володимир Лис, Зінаїда Луценко, Петро Лущик, Віктор Мельник, Ігор Павлюк, Степан Процюк, Василь Слапчук, Олег Соловей, Йосип Струцюк, науковці Віктор Давидюк, Микола Кодак, Петро Кралюк, Ярослав Поліщук та ін.

## Популярні видання
Найпопулярнішими творчими проектами «Твердині» є книжкові серії «Пантеон», «Неймовірно, але факт!», «Літературний ексклюзив», «Хронотоп», «Волинь унікальна», «Сучасна балканська поезія», «Письменники Волині — лауреати Національної премії України імені Тараса Шевченка», новинка 2017 року — «ЛітТЕАТР ХХІ».

## Участі в конкурсах видавництва
ПВД «Твердиня» постійно є активним учасником щорічних всеукраїнських і міжнародних книжкових ярмарків, найавторитетнішими з-поміж яких можна назвати Форум видавців у Львові, київський «Книжковий світ» (весняний та осінній) від виставкової компанії «МЕДВІН», літній книжковий ярмарок в Українському домі від Держтелерадіо України, приурочений до Дня незалежності України, грудневий «Книжкові контракти» в Києві, «Українська книга на Одещині», «Джура-Фест», «Книги Великої Волині» тощо.

## Відзнаки
За високу професійну майстерність і творчі здобутки колектив «Твердині» неодноразово нагороджувався дипломами, подяками та почесними грамотами обласного й міського керівництва, а також різноманітних книжкових форумів.

## Співпраця
Видавництво успішно співпрацює з органами державної влади, приватними підприємствами, фізичними особами.

За результатами Держкомстату України у підсумку за 2007 рік «Твердиня» посіла 36 місце в Національному бізнес-рейтингу України як найкращий роботодавець — за високі показники професійної діяльності та рівень оплати праці, а у підсумку за 2012 рік — 2 місце у Волинській області за номінацією «Показники ефективності використання ресурсів» і 44 місце в Україні за показником «Прибуток на акціонерний капітал». У травні 2008 року видавництво відзначено почесною нагородою Всеукраїнської програми «Золоті руки України». За результатами загальнодержавного рейтингування економічних показників підприємств України 2013—2014 років у номінації «Показники ефективності використання ресурсів» серед підприємств Волині, які займаються книговидавничою справою, «Твердині» дісталося золото рейтингу, а в номінації «Інвестиційна привабливість» ПВД «Твердиня» посіла друге місце у підсумку по Україні.  У травні 2017 року ПВД «Твердиня» виборола 18 місце і золото Національного бізнес-рейтингу України в номінації «Результативність та рентабельність» серед суб'єктів господарювання України і перше місце та, відповідно, теж золото рейтингу в номінації «Коефіцієнт обертаємості активів» серед суб'єктів господарювання Волинської області книговидавничої сфери.

## Основні напрямки
Основними напрямами діяльності ПВД «Твердиня» є: книговидавнича справа; поліграфічна діяльність; художнє оформлення творів, книг, збірок; рекламна діяльність; торгівля книгами, періодикою тощо.